# Kosowice
Kosowice – wieś sołecka w Polsce, położona w województwie świętokrzyskim, w powiecie ostrowieckim, w gminie Bodzechów.
W latach 1975–1998 miejscowość należała administracyjnie do województwa kieleckiego.
Przez miejscowość przebiega droga wojewódzka nr 751.

## Integralne części wsi
| SIMC    | Nazwa           | Rodzaj    |
| ------- | --------------- | --------- |
| 0229501 | Folwark         | część wsi |
| 0229518 | Grzmiąca Góra   | część wsi |
| 0229524 | Na Karczmarkach | część wsi |
| 0229530 | Widoki          | część wsi |

## Historia
Według Jana Długosza miejscowość Kosszowicze (1470 r.) w XV wieku była własnością Marcina Miechowskiego herbu Rawa.
W XVII wieku miejscowość i folwark przeszły w posiadanie księcia Janusza Ostrogskiego. Po jego śmierci w 1620 r., wdowa po nim – Teofila Tarło – oddała majątek w dzierżawę m.in. wojewodzie bracławskiemu, Aleksandrowi Zasławskiemu i Dymitrowi Jerzemu Wiśniowieckiemu. W 1675 r. w miejscowości mieszkało 4 kmieci i 10 zagrodników.
W 1827 r. Kosowice liczyły 143 mieszkańców i 20 domów. Słownik geograficzny Królestwa Polskiego z lat 80. XIX wieku wymienia miejscowość pod nazwą Kossowice jako wieś i folwark w powiecie opatowskim, gminie Boksyce (Bokszyce), parafii Momina. W chwili wydania słownika miejscowość liczyła 265 mieszkańców, 29 domów i 1886 mórg gruntu.
Według Towarzystwa Kredytowego Ziemskiego, miejscowość była ośrodkiem dóbr, w skład których wchodziły wsie: Kossowice, Broniszowice, Miłkowska Karczma i Strzyżowice, attynencja Wrzosy oraz folwarki Kossowice i Broniszowice. Folwark Kosowice miał łącznie 1382 morgi, w tym: 551 mórg gruntów ornych i ogrodów, 15 mórg łąk, 6 mórg pastwisk, 771 mórg lasu oraz 39 mórg nieużytków i placów. Było tam 6 budynków murowanych i 23 drewniane. Stosowano płodozmian 8-polowy.
W czasie powstania styczniowego, po nieudanym ataku na Opatów, w kosowickim dworze noc spędził mjr Ludwik Zwierzdowski – jeden z dowódców zrywu. W późniejszym okresie dwór w Kosowicach należał m.in. do rodziny Fijałkowskich. Około 1911 r. od spółki zielarskiej wykupił go (częściowo dziedzicząc) pradziad pisarza Witolda Gombrowicza i budowniczy kolei do Sandomierza – inż. Marceli Kotkowski. Z Kotkowskich herbu Ostoja wywodziła się matka Witolda Gombrowicza – Antonina oraz matka Barbary Piwnik (byłej minister sprawiedliwości). Do majątku w Kosowicach często przyjeżdżał Witold Gombrowicz. Jako nastolatek spędzał tam również wakacje poeta Marian Ośniałowski, spowinowacony z właścicielami.

## Pochodzą z Kosowic
- Wisław z Kosowic – ojciec abp gnieźnieńskiego Bodzanta (Bodzęta) herbu Szeliga (1320-1388), który 15 lutego 1386 r. ochrzcił Władysława Jagiełłę, 18 lutego udzielił ślubu jemu i Jadwidze Andegaweńskiej, a 4 marca koronował go na króla Polski.
- Mieczysław Fijałkowski – polski pisarz, działacz polityczny, poseł na Sejm RP.
- Jerzy Mazurek - dr hab., badacz Polonii iberoamerykańskiej, adiunkt w Instytucie Studiów Iberyjskich i Iberoamerykańskich Uniwersytetu Warszawskiego oraz wicedyrektor Muzeum Historii Polskiego Ruchu Ludowego w Warszawie[8].
- Barbara Piwnik – w latach 2001–2002 minister sprawiedliwości i prokurator generalny
- Tadeusz Mazur – ur. w 1925 r., żołnierz Armii Krajowej ps. "Merkury", prawnik, autor książki "Wichry nad strzechami, czyli saga rodziny Jarugów"[9].

## Zabytki
- pozostałości dworu drewnianego z ok. 1840 r. – był to dwór parterowy na planie prostokąta, o 2-traktowym układzie wnętrza. Miał dobudówkę gospodarczą od strony strumienia i 4-kolumnowy ganek od południa. Obok, w układzie zamkniętego czworokątu, mieścił się folwark ze stodołą, owczarnią, spichlerzem i wozownią. Dwór stał w Kosowicach do lat 80. XX w. (jako ostatnia mieszkała w nim matka Barbary Piwnik).
- park podworski.